# Rahel Kapsaski
Rahel Kapsaski (* 7. April 1991 in Freudenstadt) ist eine deutsch-englische Schauspielerin, Filmproduzentin und ein Model.

## Leben und Wirken
Die Tochter der Schauspielerin und Filmproduzentin Andrea Gabriella Kapsaski ist seit ihrem vierzehnten Lebensjahr als Schauspielerin aktiv. Sie studierte Schauspiel, Puppenspiel und Physical Theatre u. a. bei Evdokimos Tsolakidis und erhielt Bachelorabschlüsse in den Fächern Theaterwissenschaft von der University of Worcester sowie bildende und darstellende Kunst von der University of Bolton. 
Als Theaterschauspielerin trat sie u. a. in London, Athen und beim Edinburgh Festival Fringe in Stücken wie Crime and Punishment, Mad Girl von Yukio Mishima und in Something Unspoken, Shakespeare for Breakfast und Women at the Tomb von Tennessee Williams auf. Filmrollen hatte sie u. a. in George Vouzikis’ Horrorfilm Soul Looting und in dem Horror-Musical Spidarlings ihrer Schwester Selene Kapsaski. Als Produzentin war sie an mehreren Video- und Kurzfilmen sowie dem Fernsehmagazin London Calling beteiligt. Ihre Fotos als Model erschienen u. a. in Vogue Italia, Coffin Cuties und dem Feverish Chixxx Magazine.